# Небојша Јован Живковић
Небојша Јован Живковић (Сремска Митровица, 5. јул 1962) српски је композитор и концертни перкусиониста.

## Биографија
Рођен је у Сремској Митровици, а од 1980. године живи и ради у Немачкој. Завршио је средњу музичку школу „Исидор Бајић“ у Новом Саду. Студије музике са предметима Композиција, Удараљке и Музичка Теорија дипломирао је на музичкој Академији у Манхајму, Немачка. Постдипломске студије (магистратура) завршио је на државној високој музичкој школи у Штутгарту, Немачка.
Са преко 300 извођења својих композиција годишње у до сада преко педесет земаља (подаци су из периода 2003-2011) Живковић је вероватно данас најизвођенији српски композитор у свету. Знатан број његових композиција постала су стандарнда дела на репертоару многих маримбиста и
перкусоиниста целог света (Trio per uno, Ultimatum 1, Ilijaš).
Први је српски концернти маримбиста и уједно један од најпознатијиh маримбиста света, који делује као концертни уметник. Од 2010. године Живковић је прихватио позицију ванредног професора удараљки на Академији уметности Универзитета у Новом Саду. Од 2012. године је редовни професор удараљки на конзерваторијуму у Бечу, Аустрија (од 2015 преименовано у "Универзитет за Музику и Уметност града Беча" / "Musik und Kunst Universität der Stadt Wien") Живковић свира на инструменту фирме Јамаха (YAMAHA), која је за њега само у једном примерку направила посебан инструмент (Маримбу) у Јапану.